# Cotana turneri
Cotana turneri är en fjärilsart som beskrevs av Bethune-Baker. Cotana turneri ingår i släktet Cotana och familjen Eupterotidae. Inga underarter finns listade i Catalogue of Life.